# M73 motorway

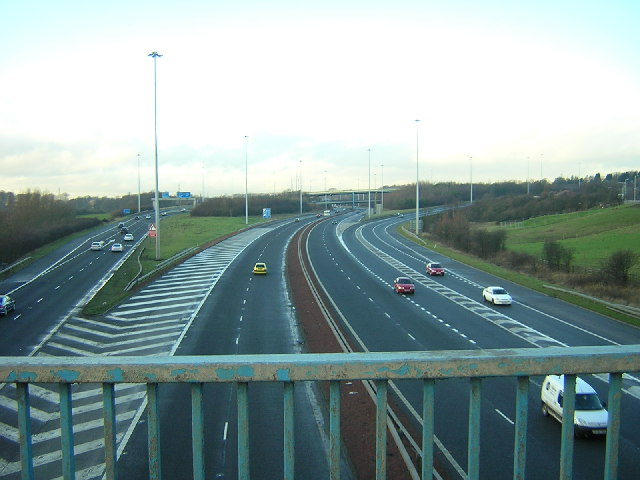
Knoten mit der M74 (Aufnahme 2006)

Der M73 motorway (englisch für ‚Autobahn M73‘) ist eine Autobahn in Zentralschottland, die vom M74 motorway als östliche Umgehung von Glasgow über den M8 motorway zum M80 motorway führt. Die Gesamtlänge der Autobahn beträgt 11 km.